# Minpubrug

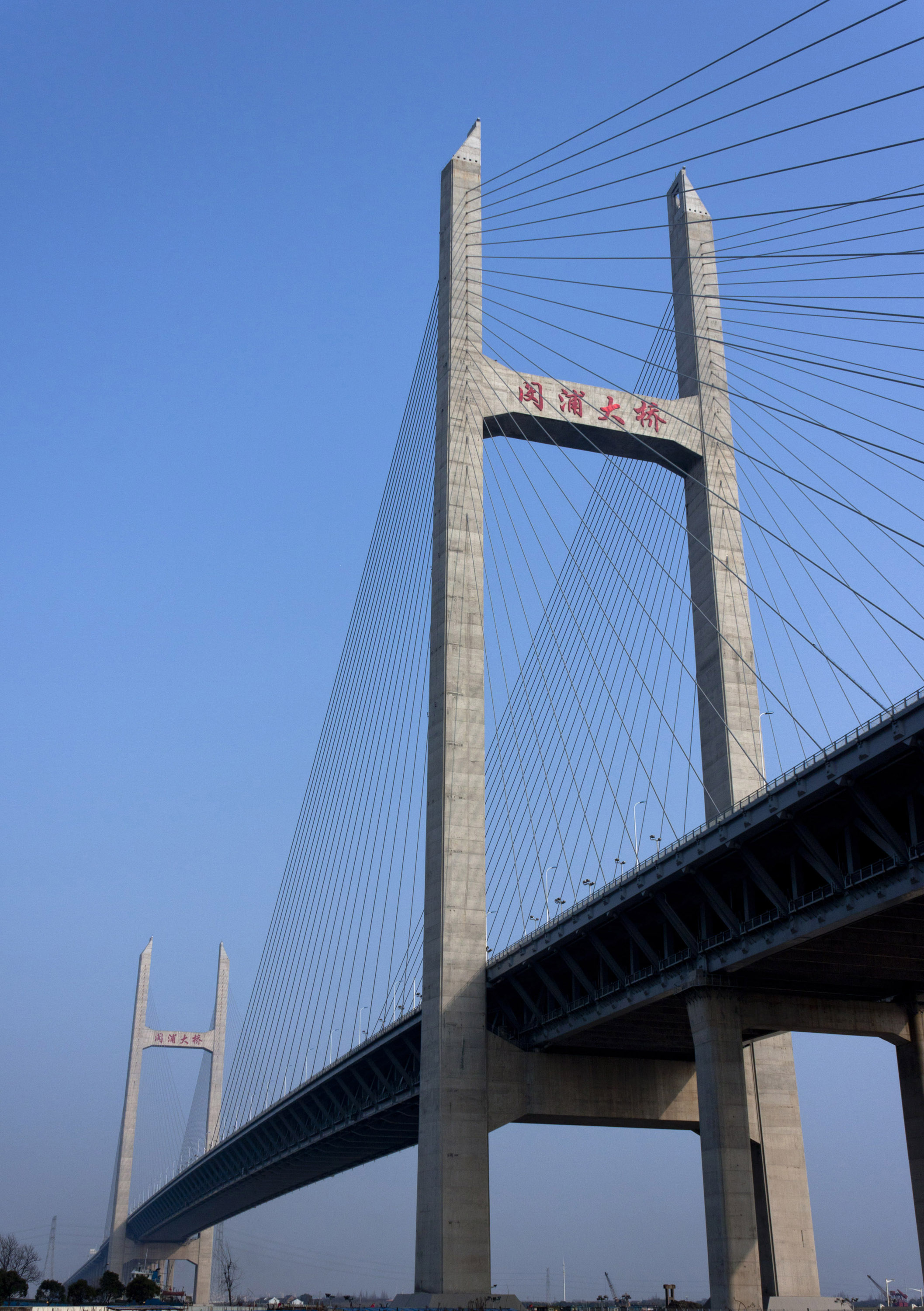
De Minpubrug, strikt gezien 1ste Minpubrug. Een tweede brug (o.a. voor de zuidelijke uitbreiding van lijn 5 van de metro) wordt gepland.

De Minpubrug (Chinees: 闵浦大桥) is een tuibrug over de Huangpu Jiang in het district Minhang van Shanghai.
Bij zijn inauguratie op 11 januari 2010 stond de brug qua overspanning op de negende positie in de wereldranglijst. De totale lengte van de brug is 1.212 meter, de hoogte van de H-vormige torens 210 meter, de grootste overspanning 708 meter, de breedte 44 meter. De brug heeft op het hoogste niveau twee rijbanen met elk vier rijstroken, op een onderste niveau, met een breedte van 28 meter, zijn er twee rijbanen met elk drie rijstroken voor lokaal verkeer voorzien.
De brug is onderdeel van de 83 km lange A15 snelweg die stadsgrenzen van Shanghai en de Zhejiang provincie in het westen verbindt met de Luchthaven Shanghai Pudong in het oosten.